# Lijst van synagoges in Istanbul
Dit artikel geeft een (incomplete) lijst van alle huidige en voormalige synagoges in de stad Istanbul, Turkije. De synagoges liggen voornamelijk verspreid over het Europese gedeelte van de stad, waar zich vanaf de 15e eeuw diverse Sefardische vluchtelingengemeenschappen uit Iberië vestigden. Enkele andere synagoges bevinden zich in het Aziatische gedeelte, zoals in de wijk Kuzguncuk waar zich in de 17e eeuw veel Joodse welgestelde handelaren vestigden.
| Naam                                     | Gesticht in | Afbeelding 1 | Afbeelding 2 | Locatie     |
| ---------------------------------------- | ----------- | ------------ | ------------ | ----------- |
| Ahrida-synagoge                          | ca. 1460    |              |              | Balat       |
| Asjkenazi-synagoge                       | 1900        |              |              | Galata      |
| Bakirkoy-synagoge                        | 19e eeuw    |              |              | Bakırköy    |
| Bet Avraam-synagoge                      |             |              |              | Sirkeci     |
| Bet Israel-synagoge                      | Jaren 1920  |              |              | Şişli       |
| Bet Nissim-synagoge                      | Jaren 1840  |              |              | Heybeliada  |
| Bet Yaakov-synagoge                      | 1878        |              |              | Kuzguncuk   |
| Burgazada-synagoge                       |             |              |              | Burgazada   |
| Caddebostan-synagoge                     | 1953        |              |              | Kadıköy     |
| Etz Ahayim-synagoge                      |             |              |              | Ortaköy     |
| Hemdat Israel-synagoge                   | 1899        |              |              | Kadıköy     |
| Hesed Le Avraam-synagoge                 |             |              |              | Büyükada    |
| Italiaanse-synagoge                      | 19e eeuw    |              |              | Beyoğlu     |
| Kal Kados, Corapci Han-synagoge          | Jaren 1880  |              |              | Hasköy      |
| Karaite-synagoge                         |             |              |              | Hasköy      |
| Maalem-synagoge                          |             |              |              | Hasköy      |
| Mayor-synagoge                           |             |              |              | Kemerburgaz |
| Neve Shalom-synagoge                     | 1951        |              |              | Galata      |
| Schneider-synagoge                       |             |              |              | Galata      |
| Yanbol-synagoge                          | 18e eeuw    |              |              | Balat       |
| Yenikoy-synagoge                         |             |              |              | Yeniköy     |
| Yeni Mahalle-synagoge                    |             |              |              | Ortaköy     |
| Zulfaris-synagoge (Joods Museum Turkije) | ca. 1671    |              |              | Beyoğlu     |